# ألكسندر ساتشكو
ألكسندر ساتشكو (بالألمانية: Alexander Satschko) مواليد 12 نوفمبر 1980 في دغندورف، ألمانيا، هو لاعب كرة مضرب ألماني بدأ مسيرته كمحترف سنة 2002 يلعب باليد اليمنى. أعلى تصنيف له في الفردي كان المركز الـ 259 في سنة 2009.

## وصلات خارجية
- الموقع الرسمي

## روابط خارجية
- ألكسندر ساتشكو على موقع رابطة محترفي التنس (الإنجليزية)
- ألكسندر ساتشكو على موقع الاتحاد الدولي لكرة المضرب (الإنجليزية)
- ألكسندر ساتشكو على موقع خلاصة التنس.كوم (الإنجليزية)
- ألكسندر ساتشكو على موقع إي إس بي إن.كوم (الإنجليزية)